# Campionati mondiali di tiro 1907
I campionati mondiali di tiro 1907 furono l'undicesima edizione dei campionati mondiali di questa disciplina e si disputarono a Zurigo. Questa edizione fu organizzata dall'ISSF. La nazione più medagliata fu la Svizzera.

## Risultati

### Uomini

#### Carabina
| Evento                     | Oro                                                                                         | Oro       | Argento                                                                                      | Argento   | Bronzo                                                                    | Bronzo    |
| Evento                     | Atleta                                                                                      | Risultato | Atleta                                                                                       | Risultato | Atleta                                                                    | Risultato |
| 300m 3 posizioni           | Konrad Stäheli                                                                              | 987       | Jean Reich                                                                                   | 976       | Marcel Meyer de Stadelhofen                                               | 975       |
| 300m a terra               | Guillermo Ballmer                                                                           | 353       | Eugène Balme                                                                                 | 349       | Konrad Stäheli                                                            | 345       |
| 300m in ginocchio          | Jean Reich                                                                                  | 341       | Konrad Stäheli                                                                               | 339       | Ernst Stumpf                                                              | 338       |
| 300m in piedi              | Karl Wertgartner                                                                            | 320       | Jean Reich                                                                                   | 315       | Paul Van Asbroek                                                          | 315       |
| 300m 3 posizioni a squadre | Svizzera Mathias Brunner Jean Reich Marcel Meyer de Stadelhofen Konrad Stäheli Ernst Stumpf | 4848      | Belgio Paul Van Asbroek Charles Paumier du Verger Edouard Myin van den Branden de Ribaucourt | 4672      | Francia Eugène Balme Albert Courquin Achille Paroche Husson Maurice Lecoq | 4651      |

#### Pistola
| Evento        | Oro                                                                                                  | Oro       | Argento                                                                         | Argento   | Bronzo                                                                             | Bronzo    |
| Evento        | Atleta                                                                                               | Risultato | Atleta                                                                          | Risultato | Atleta                                                                             | Risultato |
| 50m           | Paul Van Asbroek                                                                                     | 504       | Charles Paumier du Verger                                                       | 503       | Konrad Stäheli                                                                     | 495       |
| 50m a squadre | Belgio Julien van Asbroeck Paul van Asbroeck Réginald Storms Charles Paumier du Verger Victor Robert | 2398      | Svizzera Mathias Brunner Jakob Schalcher Karl Hess Caspar Widmer Konrad Stäheli | 2395      | Francia Andre Barbillat Andre de Castelbajac Jean Depassis Léon Moreaux Raphaël Py | 2367      |

## Medagliere
Nazione ospitante
| Posiz. | Nazione   | Oro | Argento | Bronzo | Totale |
| ------ | --------- | --- | ------- | ------ | ------ |
| 1      | Svizzera  | 3   | 4       | 4      | 11     |
| 2      | Belgio    | 2   | 2       | 1      | 5      |
| 3      | Argentina | 1   | 0       | 0      | 1      |
| 3      | Austria   | 1   | 0       | 0      | 1      |
| 5      | Francia   | 0   | 1       | 2      | 3      |